# Forpus conspicillatus
Forpus conspicillatus е вид птица от семейство Папагалови (Psittacidae).

## Разпространение
Видът е разпространен във Венецуела, Колумбия и Панама.